# Walter Rehberg
Walter Rehberg (14 de maig de 1900 a Ginebra - idem. 24 d'octubre de 1957) va ser un pianista, compositor i escriptor de concert, suís en temes musicals especialment actiu des dels anys vint fins als cinquanta.
Walter Rehberg pertanyia a una línia de notables pianistes. El seu avi va ser Friedrich Rehberg, un pianista distingit i el seu pare Willy Rehberg (1863-1937). Walter va estudiar amb el seu pare al Conservatori d'Hoch, a Frankfurt, i a l'Escola Universitària de Música de Mannheim. Més tard va rebre la matrícula d'Eugen d'Albert. A Franckfurt va exercir com a professor de música durant un cert temps, tenint entre altres alumnes a Walter Frey.
Al 1924 havia compost sonates per a piano, una sonata de violí i altres peces de piano. Durant els anys 1920 i 1930 va realitzar enregistraments per a discos de Polydor / Brunswick i en els anys quaranta va gravar per a Decca.

## Enregistraments (any 1936), números de Polydor
- Liszt, Rhapsodie Espagnole, PD-95044-5
- Liszt, Sonetta del Petrarca 104, PD-95045
- Liszt, Ave Maria (Grove's no 33), PD-95043
- Liszt, Eglogue, Années de Pélerinage 1st yr no 7, PD-25138
- Liszt-Schubert, Valse-Caprice, Soirées de Vienne Set 1 no 6, PD-24993
- Liszt, Consolation no 3, PD-95042
- Mendelssohn, Spring song, PD-27229
- Chopin, Polonaise-Fantaisie op 61, PD-25137-8
- Brahms, Rhapsody B minor op 79 no 1, PD-90015
- Brahms, Rhapsody G minor op 79 no 3, PD-90016
- Brahms, Waltzes (selection), op 39, PD-25192
- Strauss, Voices Of Spring, Concert paraphrase on the B Major waltz, PD-23737
- Schubert, Piano Sonata no 11 G major (op 78) 3rd movt, PD-95049
- Schubert, 'Wanderer' Fantasia, C major op 15, PD-95047-9
- Schubert, Impromptu no 3 G major op 90 no 3, PD-95072
- Schubert, Moment musical op 94 no 3, PD-95072
- Schumann, Fantasie in C, Op. 17, PD-95039-42
- Grieg, Wedding Day at Troldhaugen, PD-24989
- Grieg, To Spring PD-27229
- Sinding, Rustle of Spring, PD-24989
- Rachmaninoff, Prelude in C sharp minor, PD-27229

## Escrits
- GF Händel: selecció de les seves obres per a piano. Edició instructiva (Cotta, Stuttgart 1930).

Poc després de la segona guerra va publicar quatre estudis biogràfics i musicals, en coautor amb Paula Rehberg.
- Franz Schubert, la seva vida i obra (Artemis-Verlag, Zuric 1946)
- Johannes Brahms, la seva vida i obra (Artemis-Verlag, Zuric 1947)
- Frédéric Chopin, la seva vida i la seva obra (Artemis-Verlag, Zuric 1949)
- Robert Schumann, la seva vida i la seva obra (Artemis-Verlag, Zuric i Stuttgart 1954)